# Giovanni Battista Ferrandini (Komponist)

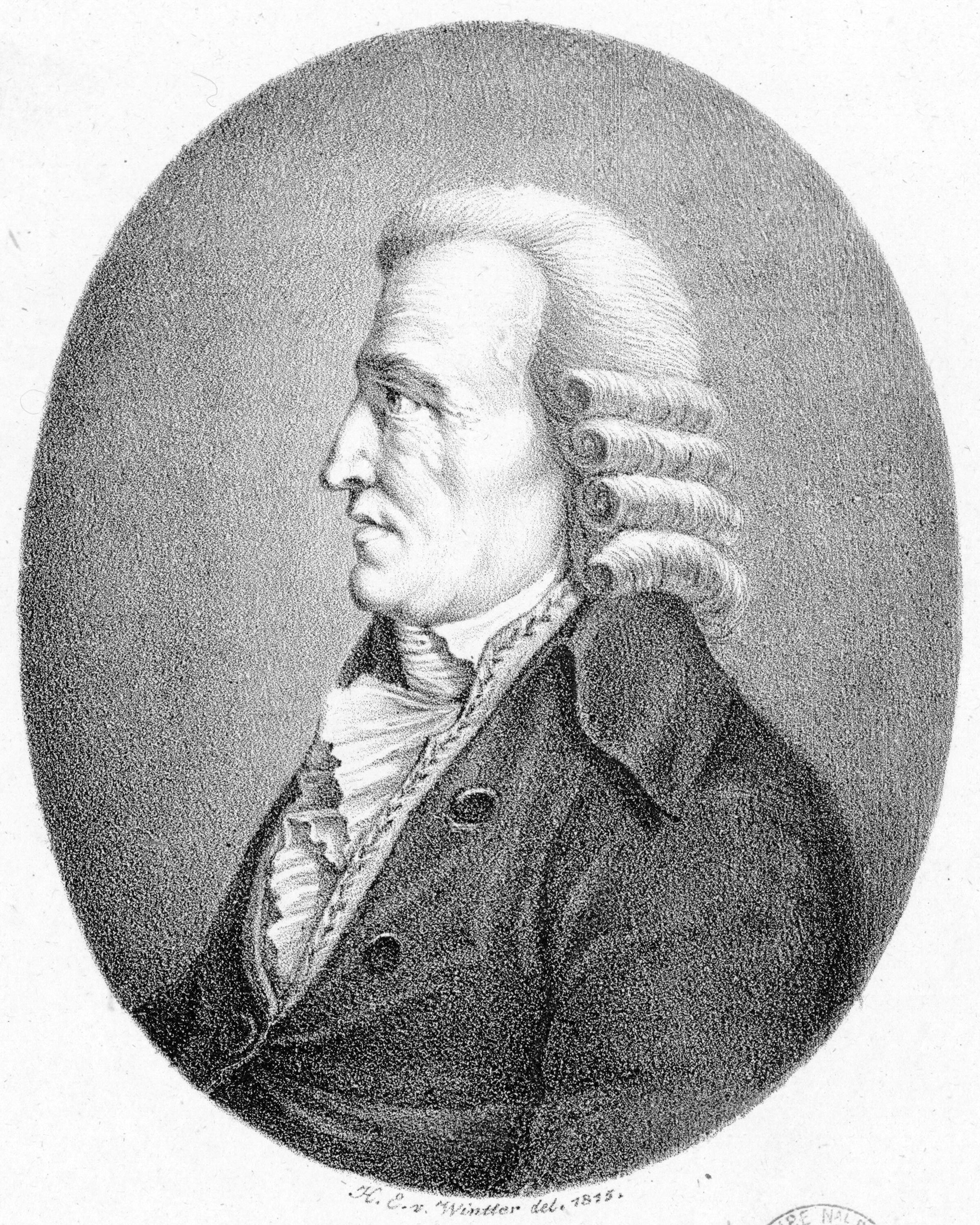
Giovanni Battista Ferrandini

Giovanni Battista Ferrandini (* um 1710 in Venedig; † 25. November 1791 in München) war ein italienischer Komponist der Vorklassik.

## Leben
Ferrandini erhielt seine musikalische Ausbildung wohl bei Antonino Biffi am Ospedale dei Mendicanti in Venedig  und vervollständigte sie vermutlich bei Pietro Torri (1650–1737) und Giuseppe Antonio Bernabei (1649–1732) in München. Hier hielt er sich schon im Alter von 12 Jahren auf und bekam bereits als Knabe eine Stelle als Oboist in der Hofkapelle. 1732 stieg er zum Kammerkomponisten und 1737 zum Direktor der Kammermusik auf. In München komponierte er die Oper Catone in Utica für die feierliche Eröffnung des Residenztheaters, das von François de Cuvilliés dem Älteren (1695–1768) erbaut worden war. 1755 verließ Ferrandini München und übersiedelte nach Padua. Als Zeichen der Wertschätzung kann man den Besuch von Leopold und Wolfgang Amadeus Mozart betrachten, die ihn 1771 in seiner Wohnung aufsuchten. Erst drei Jahre vor seinem Tod kehrte er nach München zurück.
Catone in Utica wurde im Jahr 2003 in München im Cuvilliés-Theater wiederaufgeführt; die musikalische Leitung hatte Christoph Hammer (Neue Hofkapelle München).

## Werke (Auswahl)
Bühnenwerke
- Gordio (Perozzo da Perozzi), Dramma per musica (München, 1727)
- Il sacrificio invalido (Perozzo da Perozzi), Dramma per musica (Nymphenburg, 1729)
- Colloquio pastorale (Perozzo da Perozzi), Serenata (Nymphenburg, 1729)
- Berenice (Leopoldo de Villati), Dramma per musica (München, 1730)
- Scipione nelle Spagne (Apostolo Zeno), Dramma per musica (München, 1732)
- Adriano in Siria (Pietro Metastasio), Dramma per musica (München, 1737)
- Demofoonte (Metastasio), Dramma per musica (München,  1737)
- Artaserse (Metastasio), Dramma per musica (München,  1739)
- Componimento dramatico per l’incoronazioe di Carlo VII (Frankfurt, 1742)
- Catone in Utica (Metastasio), Dramma per musica (München, 1753), zur Eröffnung des heutigen Residenztheaters
- Le grazie vendicate (Metastasio), Serenata (München, 1753)
- Diana placata (Pietro Pariati), Serenata (München, 1755)[1]
- Demetrio (Metastasio), Dramma per musica (1758)
- Talestri (Maria Antonia Walpurgis), Opera drammatica (München, 1760)
- L’amor prigioniero, Componimento drammatico (München, 1781)

Kantaten
- 36 Kantaten für eine Singstimme und B. c. (1739)
- 39 Kantaten für eine Singstimme und B. c. (1753)
- Il pianto di Maria, früher Georg Friedrich Händel zugeschrieben (HWV 234)

Instrumental
- op. 1: 6 Sonaten für Traversflöte und B. c. (Le Cène, Amsterdam)
- op. 2: 6 Sonaten für Traversflöte, Oboe oder Violine und B. c. (Boivin und Le Clerc, Paris)
- 25 Sinfonien
- 3 Triosonaten
- 2 Dilettamenti da camera
- 1 Divertimento für 2 Violinen und B. c.